# Alphabet City (Manhattan)

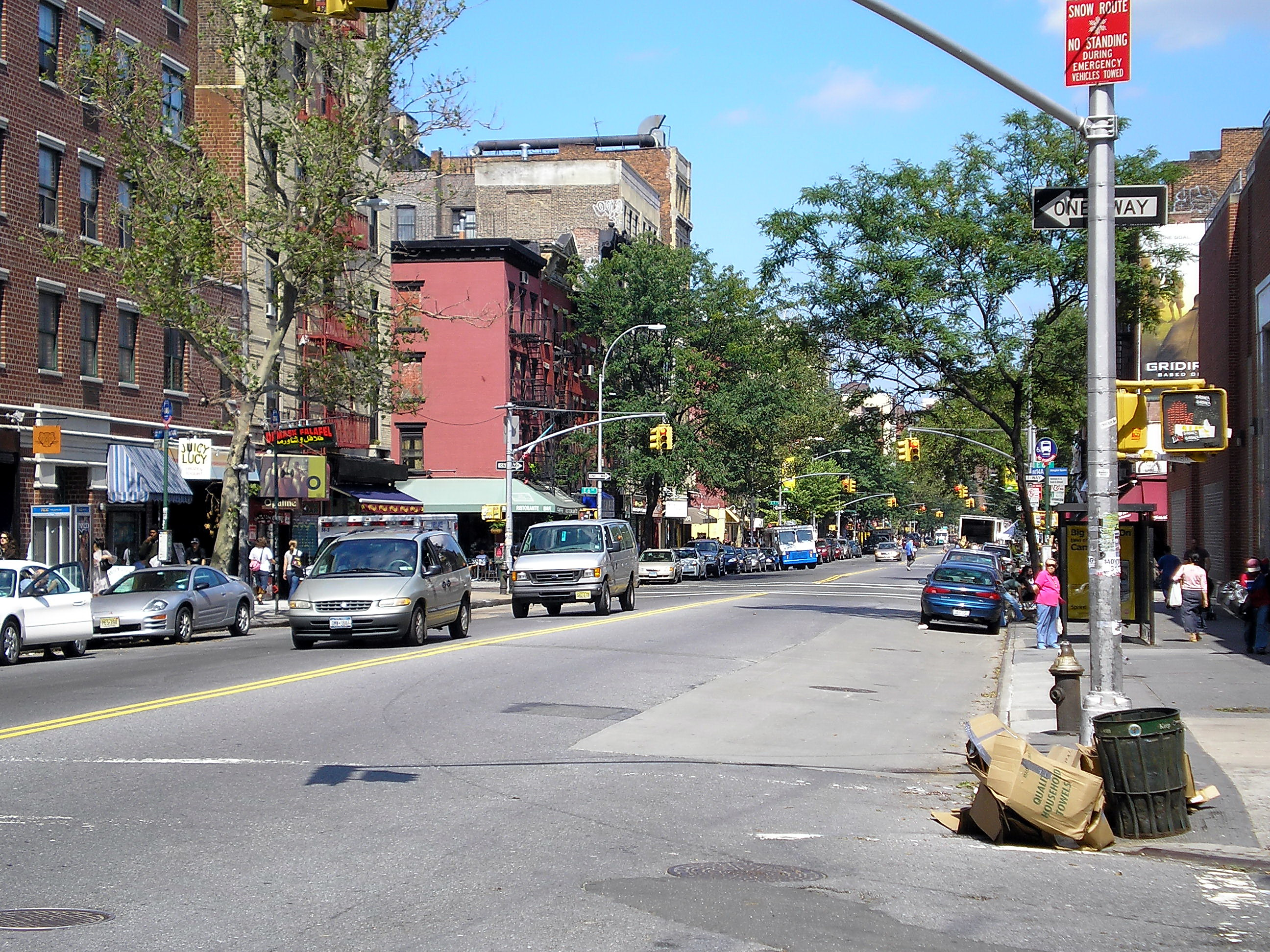
Avenue A

Alphabet City ist ein Stadtviertel im East Village im New Yorker Bezirk Manhattan. Der Name leitet sich von den Avenues A, B, C und D ab, den einzigen Avenues in Manhattan mit einzelnen Buchstaben. Er grenzt im Süden an die Houston Street und im Norden an die 23rd Street. Die Avenue C wurde in Erinnerung an das puerto-ricanische Erbe des Stadtteils als Loisaida Avenue bezeichnet.
Bekannte Orte in Alphabet City sind der Tompkins Square Park, das Nuyorican Poets Cafe und die Stuyvesant Town. Wie viele Stadtteile in Manhattans Lower East Side war Alphabet City die Heimat vieler verschiedener Gruppen von Immigranten geworden. In den 40er- und 50er-Jahren des 19. Jahrhunderts war der Großteil der heutigen Alphabet City ein Viertel deutscher Migranten. Ab etwa 1900 wohnten mehrheitlich jüdische, irische und italienische Einwanderer in dem Stadtteil. Heute ist Alphabet City ein Szeneviertel.